# Świrna
Świrna – wieś w Polsce, położona w województwie świętokrzyskim, w powiecie ostrowieckim, w gminie Bodzechów.
W latach 1975–1998 miejscowość administracyjnie należała do województwa kieleckiego.

## Integralne części wsi
| SIMC    | Nazwa     | Rodzaj    |
| ------- | --------- | --------- |
| 0230065 | Kozłowiec | część wsi |
| 0230071 | Świrzanki | część wsi |
| 0230088 | Żurawka   | część wsi |

## Historia
Wieś notowana w dokumentach źródłowych od XVI wieku. Według rejestru poborowego powiatu sandomierskiego z 1578 r. wieś była własnością Szczuckiego, który zapłacił od 6 osadników na 1½ łanach, 5 zagrodników z rolą, 1 zagrodnika bez roli, 1 komornika i 4 biednych.
Według spisu miast, wsi, osad Królestwa Polskiego z 1827 r. Świrna miała 17 domów i 90 mieszkańców Około roku 1880 było tu 16 domów, 155 mieszkańców oraz 166 mórg ziemi, także folwark o powierzchni 244 mórg.